# Jaś i Zosia
Jaś i Zosia – wiersz Jakuba Jasińskiego o incipicie „Chciało się Zosi jagódek...”, o nieustalonej dacie powstania (między 1784 a 1785).
Nieznana jest dokładna data jego powstania. Wiadomo, że napisano go między 1784 a 1785 rokiem. Opublikowany został dopiero w wydaniu zbiorowym w 1869 roku, ale wcześniej był powszechne znany jako piosenka z prostą, nieco melancholijną melodią, przedrukowywaną anonimowo w śpiewnikach o szerokim, popularnym obiegu.
Jest to bezpretensjonalna opowieść o dziewczynie, która nie miała za co kupić owoców i podkradała je z urodzajnego ogródka Jasia. Ten ujął ją na gorącym uczynku, a następnie ukarał w sposób obojgu sprawiający przyjemność. Nuta folklorystyczna łączy się tu z delikatnym napomknieniem o niesprawiedliwej nierówności, ale na pierwszy plan wybija się zabawowy ton aluzyjnej frywolności. Piosenka z łatwą melodią, osadzona w konkretnych, wiejskich realiach, przywołująca język ludowej symboliki, weszła do repertuaru domowych śpiewników i zabaw. Wiersz jest przykład zróżnicowania poetyckiego dziedzictwa przekazanego potomnym przez wiek XVIII.